# Баден-Баден 1870 (шаховий турнір)
Шаховий турнір 1870 року в Баден-Бадені можна розглядати як перший сильний турнір. У порівнянні з турнірами Лондон 1851, Лондон 1862 і Париж 1867, відбулись такі три основні зміни: а) використано перші шахові годинники (20 ходів потрібно зробити за годину), б) нічия рахується як половина очка, б) запрошені лише провідні міжнародні гравці. Десять шахістів взяли участь у двоколовому турнірі: Адольф Андерсен, Вільгельм Стейніц, Ґустав Нойман, Джозеф Генрі Блекберн, Луї Паульсен, Сесіл де Вере, Самуель Розенталь, Шимон Вінавер, Йоханнес Мінквіц і Адольф Штерн. Турнір тривав з 18 липня до 4 серпня 1870.
Іґнац фон Коліш обіймав посаду секретаря організаційного комітету. Князь Михаїл Стурдза з Молдавії був президентом, а російський письменник Іван Тургенєв був віце-президентом. Апеляційний комітет складався з угорців Барона Майтені та Барона фон Коліша.
Під час турніру, 19 липня 1870 року, Франція оголосила війну Пруссії. Південні німецькі держави, зокрема, герцогство Баден, стали на бік Пруссії та її північнонімецьких союзників. Французько-прусська війна впритул підійшла до Баден-Бадена. Ледь не стався міжнародний скандал. Серйознішою була мобілізація Штерна, як баварського військовозобов'язаного, після чотирьох турів. Як і Йоганн Цукерторт він воював у тій війні. Завершення турніру Баден-Баден 1870 поклало кінець початку бойових дій. Грім артилерії було чути на відстані 30 км в Баден-Бадені. Адольф Штерн направив листівку з полів поблизу Седана, 4 вересня: «Імператор Наполеон був заматований».
Місця на турнірі Баден-Баден 1870 розподілилися таким чином:
| #  | Гравець                                 | 1  | 2  | 3  | 4  | 5  | 6  | 7  | 8  | 9  | 10    | Загалом |
| 1  | Адольф Андерсен (Німецька імперія)      | xx | 11 | 00 | 1½ | 11 | 1½ | 10 | 10 | 11 | --    | 11      |
| 2  | Вільгельм Стейніц (Австро-Угорщина)     | 00 | xx | 11 | 0½ | 11 | 11 | 11 | ½1 | ½0 | ½1[4] | 10½     |
| 3  | Ґустав Нойман (Німецька імперія)        | 11 | 00 | xx | 1½ | 01 | 01 | 11 | 0½ | 11 | --    | 10      |
| 4  | Джозеф Генрі Блекберн (Велика Британія) | 0½ | 1½ | 0½ | xx | 10 | 11 | 1½ | ½½ | 11 | --    | 10      |
| 5  | Луї Паульсен (Німецька імперія)         | 00 | 00 | 10 | 01 | xx | 10 | 1½ | 1½ | ½1 | --    | 7½      |
| 6  | Сесіл де Вере (Велика Британія)         | 0½ | 00 | 10 | 00 | 01 | xx | 01 | 11 | 01 | --    | 6½      |
| 7  | Шимон Вінавер (Російська імперія)       | 01 | 00 | 00 | 0½ | 0½ | 10 | xx | 1½ | 11 | --    | 6½      |
| 8  | Самуель Розенталь (Франція)             | 01 | ½0 | 1½ | ½½ | 0½ | 00 | 0½ | xx | 00 | --    | 5       |
| 9  | Йоганнес Мінквіц (Німецька імперія)     | 00 | ½1 | 00 | 00 | ½0 | 10 | 00 | 11 | xx | 10[4] | 5       |
| 10 | Адольф Штерн (Німецька імперія)         | -- | ½0 | -- | -- | -- | -- | -- | -- | 01 | xx    | -       |
Андерсен виграв 3000 франків, Стейніц — 600 франків, Нойман і Блекберн — по 200 франків кожен.